# Pulsar (band)

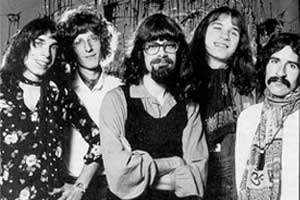

Pulsar is een Franse band uit de hoogtijdagen (jaren zeventig) van de progressieve rock. Zoals zo vele Franse bands, was ze buiten Frankrijk nauwelijks bekend en stond ze voortdurend in de schaduw van Ange. Echter met het album The Strands of the Future oogstte Pulsar ook internationaal succes. Opvolger Halloween was alweer minder bekend en de albums daarna alleen weer in het thuisland. In 2002 en 2007 volgden respectievelijk een reünieoptreden en -muziekalbum.
Alle albums zijn midden jaren negentig op cd verschenen bij het Franse Musea Records.

## Leden
- Philippe Roman : basgitaar, zang
- Jacques Roman : toetsen
- Victor Bosch : slagwerk
- Gilbert Gandil : gitaar
- Roland Richard : dwarsfluit en piano
- Michel Masson : basgitaar

## Discografie
- 1975: Pollen
- 1976: The Strands of the Future
- 1977: Halloween
- 1981: Bienvenue au Conseil d'Administration
- 1989: Görlitz
- 2007: Memory Ashes